# Mitchell Parish
Mitchell Parish właśc. Michael Hyman Pashelinsky (10 lipca 1900 - 31 marca 1993) był amerykańskim pisarzem, autorem tekstów piosenek.
Parish urodził się na Litwie i wywodził się z żydowskiej rodziny. Gdy miał niespełna rok, wraz z rodziną wyemigrował do Stanów Zjednoczonych, początkowo osiedlając się w Luizjanie, a później w Nowym Jorku. 
Najbardziej rozpoznawalne teksty Parisha to m.in. "„Stardust”, „Sweet Lorraine”, „Deep Purple”, „Stars Fell on Alabama”, „Sophisticated Lady”, „Volare”, „Moonlight Serenade”, „Sleigh Ride”, „One Morning in May” i „Louisiana Fairy Tale”.
Parish zmarł na Manhattanie, mając 92 lata. Został pochowany na Beth David Cemetery w Elmont, Nowym Jorku.

## Praca na Broadwayu
- Continental Varieties (1935)
- Lew Leslie's Blackbirds of 1939 (1939)
- Earl Carroll's Vanities of 1940 (1940)
- Bubbling Brown Sugar (1976)
- Sophisticated Ladies (1981)
- Stardust (1987)